# 蓝花黄芩
蓝花黄芩（学名：Scutellaria formosana）为唇形科黄芩属下的一个种。其种加词“formosana”意为“台湾的”。

## 变种
- Scutellaria formosana var. formosana
- Scutellaria formosana var. pubescens C.Y.Wu & H.W.Li